# Mattias Tedenby
Mattias Tedenby (* 21. Februar 1990 in Vetlanda) ist ein schwedischer Eishockeyspieler, der seit Juli 2022 erneut beim HV71 aus der Svenska Hockeyligan (SHL) unter Vertrag steht und dort auf der Position des linken Flügelstürmers spielt.

## Karriere

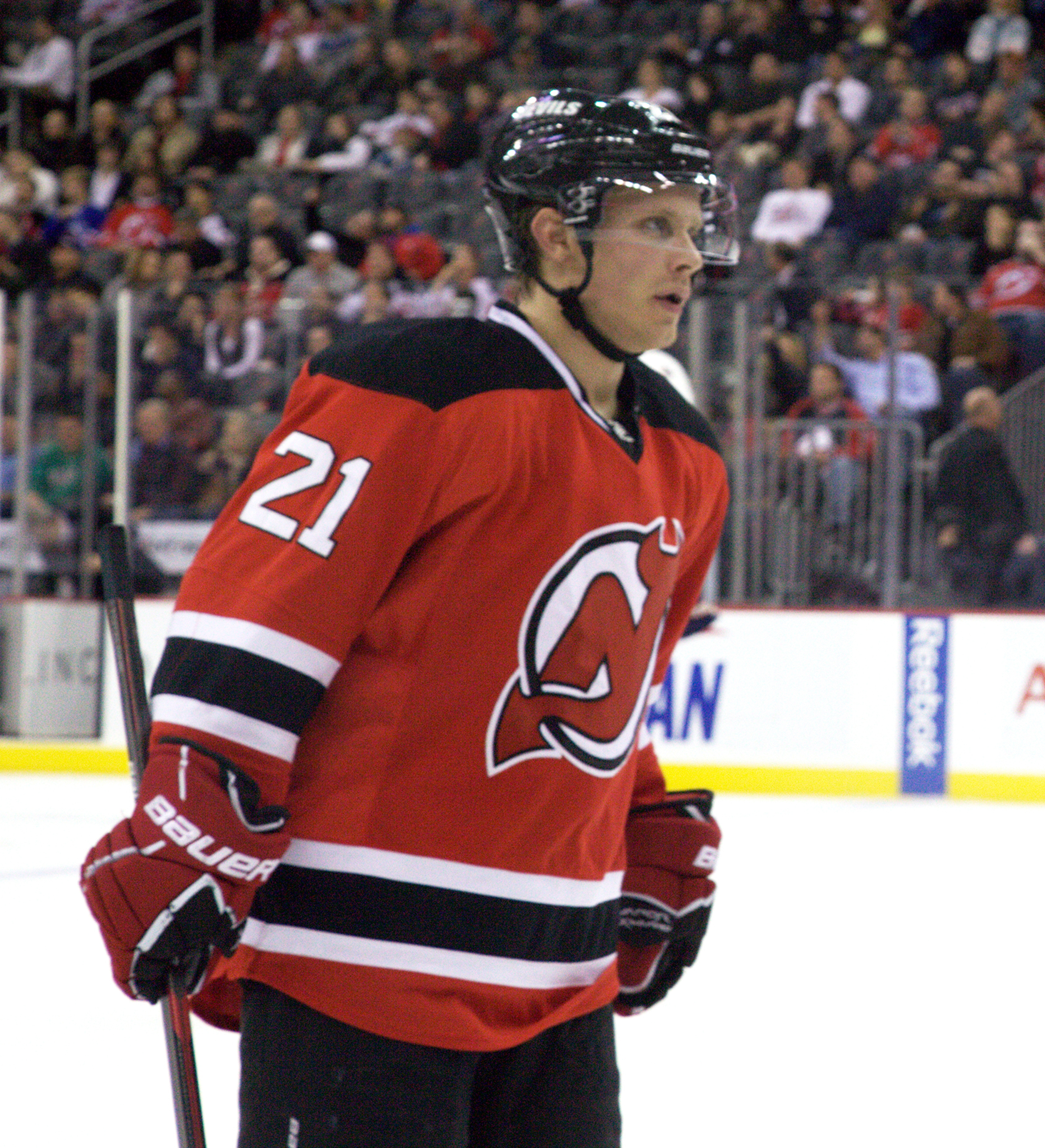
Mattias Tedenby im Trikot der New Jersey Devils

Mattias Tedenby spielte bereits in der Jugend für HV71, für dessen Profimannschaft er in der Saison 2007/08 sein Debüt in der Elitserien gab. Bereits in seinem Rookiejahr wurde der Angreifer erstmals mit seiner Mannschaft Schwedischer Meister. Anschließend wurde er im NHL Entry Draft 2008 in der ersten Runde als insgesamt 24. Spieler von den New Jersey Devils ausgewählt. Zudem wurde er im ersten Junior Draft der Kontinentalen Hockey-Liga im Sommer 2009 in der zweiten Runde an 40. Stelle von Atlant Mytischtschi ausgewählt, die sich somit seine Transferrechte bei einem Wechsel in die KHL sicherten.
Zunächst stand Tedenby in der Saison 2008/09 in 32 Spielen der Hauptrunde, sowie in 18 Playoff-Spielen für Jönköping auf dem Eis, mit dem er erneut die Finalspiele erreichte. Dort unterlag der Angreifer mit seinem Team gegen Färjestad BK. Zudem erzielte er ein Tor in zwei Spielen in der Champions Hockey League, für die sich HV71 durch den Meistertitel in der Vorsaison qualifiziert hatte.
Zur Saison 2010/11 wechselte Tedenby nach Nordamerika und spielte zunächst im Farmteam der New Jersey Devils, den Albany Devils, in der American Hockey League (AHL). Nach guten Leistungen wurde er im Saisonverlauf in den NHL-Kader der New Jersey Devils berufen und absolvierte sowohl in dieser als auch in der Folgesaison 2011/12 mehr Spiele in der NHL als in der AHL. Dies änderte sich in den darauf folgenden Jahren, sodass Tedenby Nordamerika im August 2014 verließ und zu HV71 zurückkehrte. 2017 gewann er seine vierte schwedische Meisterschaft mit dem HV71.
Im Mai 2019, nachdem sein Vertrag bei HV71 ausgelaufen war, unterzeichnete Tedenby einen Zweijahresvertrag beim HC Davos aus National League. Für den HCD erzielte er in 48 Spielen der Saison 2019/20 18 Tore und 19 Assists, ehe er per Ausstiegsklausel in die Kontinentale Hockey-Liga für ein Jahr zum HK Witjas wechselte. Nach dem Auslaufen des Vertrags wechselte der Schwede innerhalb der Liga zum belarussischen Hauptstadtklub HK Dinamo Minsk, um schließlich im Sommer 2022 nach einer Spielzeit in Minsk zu HV71 nach Schweden zurückzukehren.

### International
Für Schweden nahm Tedenby im Juniorenbereich an den U18-Junioren-Weltmeisterschaften 2007 und 2008 sowie den U20-Junioren-Weltmeisterschaften 2009 und 2010 teil. Im Seniorenbereich stand er erstmals bei der Weltmeisterschaft 2011 im Aufgebot seines Landes und gewann mit seiner Mannschaft auf Anhieb die Silbermedaille.

## Erfolge und Auszeichnungen
- 2008 Schwedischer Meister mit HV71
- 2009 Schwedischer Vizemeister mit HV71
- 2010 Schwedischer Meister mit HV71
- 2017 Schwedischer Meister mit HV71

### International
| - 2007 Bronzemedaille bei der U18-Junioren-Weltmeisterschaft - 2007 Goldmedaille beim Ivan Hlinka Memorial Tournament - 2008 All-Star-Team der U18-Junioren-Weltmeisterschaft | - 2009 Silbermedaille bei der U20-Junioren-Weltmeisterschaft - 2010 Bronzemedaille bei der U20-Junioren-Weltmeisterschaft - 2011 Silbermedaille bei der Weltmeisterschaft |

## Karrierestatistik
Stand: Ende der Saison 2024/25

### International
Vertrat Schweden bei:
| - U18-Junioren-Weltmeisterschaft 2007 - Ivan Hlinka Memorial Tournament 2007 - U18-Junioren-Weltmeisterschaft 2008 | - U20-Junioren-Weltmeisterschaft 2009 - U20-Junioren-Weltmeisterschaft 2010 - Weltmeisterschaft 2011 |

(Legende zur Spielerstatistik: Sp oder GP = absolvierte Spiele; T oder G = erzielte Tore; V oder A = erzielte Assists; Pkt oder Pts = erzielte Scorerpunkte; SM oder PIM = erhaltene Strafminuten; +/− = Plus/Minus-Bilanz; PP = erzielte Überzahltore; SH = erzielte Unterzahltore; GW = erzielte Siegtore; 1 Play-downs/Relegation; Kursiv: Statistik nicht vollständig)